# 越谷章
越谷 章（こしや あきら、1979年6月12日 - ）は、日本の元男子バレーボール選手。バレーボール指導者。

## 来歴
神奈川県横須賀市出身。兄の影響で中1よりバレーボールを始める。全日本ユース代表やジュニア代表を経験し、大学卒業後、東レアローズへ入団。
2003年から2004年にかけて、バレーボール日本男子代表に選抜され活躍した。
2003年ワールドカップバレーボールでのねんざや、2007年の肘の手術など、度々ケガや故障に悩まされて来たが、2007/08シーズンVプレミアリーグで復活を果たし、レシーブ賞を受賞した。
2012年にはロンドンオリンピックへの切符を賭けた全日本代表に8年ぶりに招集され、世界最終予選に出場したが、オリンピック出場を果たすことは成らなかった。
ロンドンオリンピック世界最終予選最終戦のイラン戦を最後に現役を引退。
現役引退した2012年より、東レアローズ女子のコーチに就任。これにより2012/13年シーズンよりバレーボール指導者として再出発することとなった。8シーズンコーチを務め、2020/21シーズンに監督に昇格。

## 球歴
- 全日本代表 - 2003-2004年、2012年
  - ワールドカップ - 2003年
  - ワールドリーグ - 2003年、2004年

## 受賞歴
- 2003年 - 第9回Vリーグ 新人賞
- 2008年 - 2007/08 Vプレミアリーグ レシーブ賞
- 2010年 - 2009/10 Vプレミアリーグ サーブレシーブ賞

## 所属チーム
- 神奈川県立釜利谷高等学校
- 順天堂大学
- 東レアローズ （2002-2012年）

## 指導歴
- 東レアローズ女子/東レアローズ滋賀
  - コーチ （2012-2020年）
  - 監督 （2020年-）